# Thyreus histrionicus
Thyreus histrionicus é uma espécie de insetos himenópteros, mais especificamente de abelhas pertencente à família Apidae.
A autoridade científica da espécie é Illiger, tendo sido descrita no ano de 1806.
Trata-se de uma espécie presente no território português.